# Age of Empires II
Age of Empires II: The Age of Kings (kurz AoE 2 oder Age 2) ist ein 1999 von Microsoft Game Studios veröffentlichtes Echtzeit-Strategiespiel von Entwickler Ensemble Studios. Der zweite Teil der Age-of-Empires-Serie ist thematisch im Mittelalter angesiedelt und erhielt bis heute mehrere Erweiterungen, Ableger und Neuauflagen. 2013 erschien die Age of Empires II: HD Edition und 2019 die nochmals überarbeitete Age of Empires II: Definitive Edition.

## Spielaufbau
Age of Empires II: The Age of Kings knüpft spieletechnisch an seinen Vorgänger an. Zeitlich ist das Spiel zwischen dem Ende Roms und der Entdeckung Amerikas durch Christoph Kolumbus, also in der Zeit des Mittelalters, angesiedelt. Es reiht sich somit chronologisch ungefähr hinter The Rise of Rome ein, wobei sich die Entwickler viel Mühe mit dem geschichtlichen Hintergrund und dessen Umsetzung gegeben haben. Es sind dreizehn Völker verfügbar: Briten, Byzantiner, Chinesen, Franken, Goten, Japaner, Kelten, Mongolen, Perser, Sarazenen, Teutonen, Türken und Wikinger. Dabei wird der Spieler in fünf Kampagnen in die Rollen von William Wallace, Johanna von Orleans, Saladin, Dschingis Khan und Friedrich Barbarossa versetzt. Eine Kampagne besteht aus sechs Szenarien. Ähnlich wie bei Age of Empires muss, bevor das Spiel eine kriegerische Entwicklung nehmen kann, eine Wirtschaft aufgebaut werden, die auf den Rohstoffen Holz, Nahrung, Gold und Stein basiert. Die mit dem Spielverlauf knapper werdenden Rohstoffe auf der Karte führen mit der Zeit zwangsläufig zu einer Konfrontation zwischen den verschiedenen Spielern; Endlosspiele oder Wirtschaftssimulationen sind nur in selber mit dem Karteneditor erstellten Karten denkbar.
Jedes Volk hat eine eigene Sprache, so antworten beispielsweise türkische Dorfbewohner mit evet und teutonische sowie gotische Holzfäller mit holza, wenn sie an die Arbeit geschickt werden. Die Völker sind in vier Gruppen eingeteilt, die jeweils einen einheitlichen Architekturstil für die ihnen angehörenden Völker haben. Zu den westeuropäischen Völkern zählen die Franken, die Briten und die Kelten, zu den nordeuropäischen die Goten, die Wikinger und die Teutonen. Die orientalische Völkergruppe besteht aus Byzantinern, Sarazenen, Persern und Türken und die asiatische aus Chinesen, Mongolen und Japanern.
Es gibt fünf große Gruppen von Militäreinheiten im Spiel: Nahkämpfer (Schwertträger, Speerkämpfer), Fernkämpfer (Bogenschützen, Armbrustschützen, Handrohrschützen), Kavallerie, Schiffe und Belagerungswaffen. Jede dieser Waffengattungen gliedert sich in noch weitere verschiedene Einheiten und jeweils verschiedene Rüstungstypen gegen Nahkampfschaden und Schussverletzungen. Die verschiedenen Arten von Kampfeinheiten schlagen sich nach dem Prinzip des Spiels „Schere, Stein, Papier“, das heißt gemischte Armeen haben Vorteile, und einseitige Strategien sind tendenziell weniger erfolgversprechend.
Wie bei Age of Empires hat der Spieler auch bei Age of Kings wieder die Auswahl aus diesmal 13 Zivilisationen, denen bestimmte Technologien aus dem „Technologiebaum“ fehlen. Neu sind zivilisationsspezifische Einheiten (und mit der Erweiterung auch Technologien), die das Gameplay der einzelnen Völker noch individueller und damit spannender machen. Jedes Volk verfügt auch über eine eigene Spezialeinheit: Briten: Langbogenschütze, Byzantiner: Gepanzerter Reiter, Chinesen: Chu-Ko-Nu, Franken: Axtwerfer, Goten: Huskarl, Japaner: Samurai, Kelten: Freischärler, Mongolen: Mangudai, Perser: Kriegselefant, Sarazenen: Mameluck, Teutonen: Deutschritter, Türken: Janitschar, Wikinger: Berserker und Drachenboot.

## Rezeption
Die sehr lineare Kampagne sei ausgezeichnet gestaltet. Die Optik übertreffe den Vorgänger. Es gäbe deutlich mehr Möglichkeiten im Vergleich zu Konkurrenzprodukten. Die Bedienung der hohen Funktionsvielfalt sei gut gelöst. Lediglich die KI sei nicht perfekt. Die Vielfalt an Einheiten und somit an taktischen Möglichkeiten sei im Genre ungeschlagen. Das Verhältnis zwischen Schlachten, Basenbau und Forschung sei ausgewogen. Die Kampagnen seien geschichtlich fundiert und gewissenhaft umgesetzt. Die sehr große Mehrspielergemeinschaft vereinfache das Matchmaking. Es handele sich um eines der besten Spiele seiner Zeit. Mit der Erweiterung Conquerors seien viele Unzulänglichkeiten beseitigt worden.
Retrospektiv handele es sich um einen Spieleklassiker, der bei Fans der Serie einen hohen Beliebtheitswert habe. Das Spiel spreche sehr viele Leute an. Die Spielweise sei repetitiv, habe dabei aber etwas Beruhigendes. Nachteilig sei die lange Spieldauer.

## Erweiterungen

### The Conquerors

Logo von Age of Empires II: The Conquerors

Age of Empires II: The Conquerors ist eine Erweiterung für Age of Kings, die zeitlich über die Entdeckung Amerikas durch Kolumbus hinausgeht und somit neue Völker und Einheiten bietet, vom Spielprinzip und den Taktiken jedoch etwa gleich bleibt. Die fünf neuen Völker sind Azteken (altamerikanische Völkergruppe), Hunnen (nordeuropäische Völkergruppe), Koreaner (asiatische Völkergruppe), Maya (altamerikanische Völkergruppe) und Spanier (westeuropäische Völkergruppe). In drei neuen Kampagnen (wieder jeweils sechs Szenarien) spielt der Benutzer als Attila der Hunne, El Cid und Montezuma. Zusätzlich gibt es die Eroberer-Kampagne, die aus acht voneinander unabhängigen Einsätzen besteht. Sie handelt von der Schlacht bei Tours, der Vinlandsaga, den Schlachten bei Hastings, Mantzikert, Azincourt und der Seeschlacht von Lepanto sowie der Einnahme Kyōtos durch Toyotomi Hideyoshi und von der Abwehr der japanischen Flotte durch die Koreaner unter Yi Sun-sin im Jahr 1598 (Imjin-Krieg). Mit der Erweiterung wurden ebenfalls wieder neue Technologien, vor allem auch zivilisationsspezifische, und Einheiten hinzugefügt. Es gibt auch Karten mit „echten“ Umgebungen der Welt, so kann man beispielsweise auch auf den Britischen Inseln spielen.

### Forgotten Empires
Ende 2012 wurde ein von Hobbyentwicklern seit 2009 gestaltetes kostenloses Add-on vorgestellt, das fünf neue Zivilisationen (Inder, Inka, Italiener, Magyaren, Slawen), 30 neue Technologien und neun zusätzliche Einheiten mitbringt. Außerdem erweitert es das Bevölkerungsmaximum auf 1000, stellt elf neue Karten bereit, bringt ein neues Gebäude und zwei neue Architektursets, 20 neue Szenarien für den Editor und neue Kampagnen. Weiterhin werden unbegrenzte Bildschirmauflösungen unterstützt.

## Mobile

Logo von Age of Empires II Mobile

Age of Empires II Mobile ist eine speziell für Mobiltelefone entwickelte Variante von Age of Empires II, die im dritten Quartal 2005 auf den Markt kam. Sie läuft auf Java-fähigen Mobiltelefonen aller großen Anbieter.
Es gibt keine Völker, sondern nur einen einzigen Computergegner, ein Tutorial zum Einspielen mit drei Missionen, eine Kampagne mit sieben Missionen sowie einen Zufallsmodus mit drei Schwierigkeitsgraden, wobei eine neue Karte erst dann generiert wird, wenn die aktuelle einmal gewonnen wurde. Irgendwann wird jedoch wegen eines Programmfehlers eine Karte generiert, die nicht gewonnen werden kann (zum Beispiel weil sie keinen Gegner enthält oder sich das Dorfzentrum im Wasser befindet), wodurch der Zufallsmodus ab diesem Zeitpunkt unbrauchbar ist.
Die einzigen Rohstoffe sind Nahrung, Holz, Gold und Stein und werden von den Dorfbewohnern abgebaut. Von jedem Gebäudetyp kann nur ein Gebäude gebaut werden, nur Bergarbeiterlager (bis zu zwei), (Wohn-)Häuser (bis zu vier) und Verteidigungstürme (bis zu fünf) können in größerer Anzahl gebaut werden. Die Anzahl der Einheiten ist auf 25 beschränkt. Die Einheiten regenerieren automatisch, wenn sie weder kämpfen noch sich bewegen.
Das Spiel verfügt über echten „Nebel des Krieges“ (engl.: Fog of War). Die Darstellung ist isometrisch, es gibt – anders als die deutsche Fernsehwerbung suggeriert – keine 3D-Elemente. Es kann zwischen dieser Darstellung und einer Kartenansicht gewechselt werden. Die Karten haben stets die Form eines Kreises, der an einzelnen Seiten durch diagonale Kanten beschnitten ist.
Man kann vier Zeitalter durchschreiten (Mittelalter, Feudalzeit, Ritterzeit, Imperialzeit), in denen jeweils bestimmte Technologien zur Verfügung stehen.
Die Gebäude dienen zum Erzeugen von Einheiten: die Kaserne zur Ausbildung von Pikenieren und Schwertkämpfern, die Schießanlage für Bogenschützen, der Stall für Späher und Chevaliers, die Waffenschmiede für Rammböcke und die Burg für Spezialeinheiten.
Da ohne Maus kein Auswahlrahmen zur Verfügung steht, wird eine spezielle Methode eingesetzt, um dem Spieler durch Mehrfachklick auf eine stehende Einheit die Auswahl mehrerer Einheiten zu ermöglichen.

### Deluxe Edition Mobile

Logo von Age of Empires II Deluxe Mobile

2006 erschien eine Deluxe Edition Mobile. Diese unterscheidet sich von der Ursprungsversion durch neue Missionen in der Kampagne, eine neue Einheit und Änderungen an der Grafik: Untergrund, Vegetation und Gebäude sind nicht dem Okzident, sondern dem Orient nachempfunden. Einziges neues Merkmal ist das Schnellspiel, bei dem ohne Bauphase sofort eine Schlacht beginnt.

## E-Sport
Age of Empires II wird seit seiner ursprünglichen Veröffentlichung kompetitiv in Ligen und Turnieren gespielt. Mit Veröffentlichung der HD-Version und später der Definitive Edition nahm das Interesse am Spiel wieder zu. Es werden regelmäßig Turniere veranstaltet, im Internet ausgestrahlt und kommentiert. Ein besonders erfolgreicher Spieler ist der Norweger TheViper.
In Tonio Schachingers Roman Echtzeitalter (2023) nimmt Age of Empires II eine große Rolle ein: Der Hauptprotagonist, ein österreichischer Schüler eines elitären Gymnasiums, entwickelt eine Affinität zum Echtzeitstrategiespiel und entwickelt sich zu einem der besten AoE-Turnierspieler der Welt.